# Sportjahr 1951
Liste der Sportjahre

◄◄ | ◄ | 1947 | 1948 | 1949 | 1950 | Sportjahr 1951 | 1952 | 1953 | 1954 | 1955 | ► | ►►

Weitere Ereignisse

## Badminton
Höhepunkte des Badmintonjahres 1951 waren die All England, die Denmark Open, die Irish Open, die Scottish Open und die French Open. 

### Internationale Veranstaltungen
| Veranstaltung | Herreneinzel   | Dameneinzel           | Herrendoppel                  | Damendoppel                 | Mixed                           |
| ------------- | -------------- | --------------------- | ----------------------------- | --------------------------- | ------------------------------- |
| All England   | Wong Peng Soon | Aase Schiøtt Jacobsen | David Choong Eddy Choong      | Tonny Ahm Kirsten Thorndahl | Poul Holm Tonny Ahm             |
| Denmark Open  | Wong Peng Soon | Tonny Ahm             | Ong Poh Lim Ismail Marjan     | Tonny Ahm Kirsten Thorndahl | Arve Lossmann Kirsten Thorndahl |
| French Open   | Ong Poh Lim    | Betty Grace           | Ong Poh Lim Ismail Marjan     | Queenie Webber Audrey Stone | Eddy Choong Queenie Webber      |
| Malaysia Open | Wong Peng Soon | Cecilia Samuel        | Chan Kon Leong Abdullah Piruz | Cecilia Samuel Lim Kit Lin  | Goh Chong Hong Valentine Chan   |

## Leichtathletik
- 25. Mai – Nina Pletnjowa, Sowjetunion, lief die 800 Meter der Damen in 2:12,0 min.
- 26. Mai – Andy Stanfield, USA, lief die 220 Yards der Herren in 20,6 s.
- 30. Mai – Adhemar Ferreira da Silva Brasilien, erreichte im Dreisprung der Herren 16,01 Meter.
- 27. Juni – Nina Dumbadze, Sowjetunion, erreichte im Diskuswurf der Damen 53,37 m.
- 28. Juni – Andy Stanfield, USA, lief die 200 Meter der Herren in 20,6 s.
- 7. August – Sheila Lerwill, Großbritannien, erreichte im Hochsprung der Damen 1,72 m.

## Motorsport

### Motorradsport

#### Motorrad-Weltmeisterschaft
- Motorrad-Weltmeisterschaft 1950

Die von der FIM ausgeschriebene Motorrad-Weltmeisterschaft wurde zwischen dem 5. Juni und dem 10. September ausgetragen.

##### 500-cm³-Klasse
Weltmeister in der 500-cm³-Klasse wird 24-jährige Gilera-Werksfahrer Umberto Masetti aus Italien. Auf den Plätzen zwei und drei folgen die beiden Briten Geoff Duke (Norton) und Leslie Graham (A.J.S.). In der Konstrukteurswertung setzt sich Norton gegen Gilera und A.J.S. durch.

##### 350-cm³-Klasse
In 350-cm³-Klasse gewinnt der 39-jährige Brite Bob Foster auf Velocette den Titel. Zweiter wird sein Landsmann Geoff Duke auf Norton, Dritter der A.J.S.-Pilot Leslie Graham (ebenfalls Großbritannien). In der Konstrukteurswertung siegt Velocette vor A.J.S. und Norton.

##### 250-cm³-Klasse
Den Titel in der 250-cm³-Klasse gewinnt der 32-jährige Italiener Dario Ambrosini (Benelli) vor dem Briten Maurice Cann und Bruno Ruffo (Italien) – beide auf Moto Guzzi. In der Konstrukteurswertung setzt sich Benelli vor Moto Guzzi und Velocette durch.

##### 125-cm³-Klasse
Weltmeister in der 125-cm³-Klasse wird 29-jährige F.B-Mondial-Werksfahrer Bruno Ruffo. Platz zwei teilen sich seine Landsmänner und Teamkollegen Gianni Leoni und Carlo Ubbiali. In der Konstrukteurswertung setzt sich F.B Mondial gegen Morini und MV Agusta durch.

#### Gespann-Klasse (600 cm³)
Weltmeister bei den Gespannen wird das britisch-italienische Duo Eric Oliver / Lorenzo Dobelli auf Norton. Auf Rang zwei folgen die Italiener Ercole Frigerio / Ezio Ricotti auf Gilera, Dritte die Schweizer Hans Haldemann / Josef Albisser auf Norton. Oliver schaffte es damit als erster Fahrer in der Geschichte der Motorrad-WM, seinen Titel zu verteidigen. In der Konstrukteurswertung siegt Norton vor Gilera und FN.

#### Deutsche Motorrad-Straßenmeisterschaft
- Deutsche Meister werden Hermann Paul Müller (FB-Mondial, 125 cm³), Hein Thorn Prikker (Moto Guzzi, 250 cm³), Roland Schnell (Parilla, 350 cm³), Walter Zeller (BMW, 500 cm³), Wiggerl Kraus / Bernhard Huser (BMW, Gespanne 500 cm³) und Sepp Müller / Hermann Huber (BMW, Gespanne 750 cm³).

## Tischtennis
- Tischtennisweltmeisterschaft 1951 3. bis 11. März in Wien (Österreich)
- Länderspiele Deutschlands (Freundschaftsspiele)
  - 27. Januar: München: D. – Österreich 5:4 (Herren)
  - 27. Januar: München: D. – Österreich 0:5 (Damen)
  - 10. Februar: Essen: D. – Jugoslawien 3:5 (Herren)
  - 11. Februar: Neustadt an der Weinstraße: D. Schweiz 4:5 (Herren)
  - 11. Februar: Neustadt an der Weinstraße: D. Schweiz 3:0 (Damen)
  - 15. September: Hamburg: D. – England 2:5 (Herren)
  - 15. September: Hamburg: D. – England 3:0 (Damen)
  - 4. November: Wien: D. – Österreich 4:5 (Herren)
  - 4. November: Wien: D. – Österreich 0:3 (Damen)
  - 1. Dezember: Hannover: D. – Portugal 8:1 (Herren)
  - 2. Dezember: Basel: D. – Schweiz 5:1 (Herren)
  - 2. Dezember: Neumünster: D. – Dänemark 5:1 (Herren)
  - 2. Dezember: Neumünster: D. – Dänemark 3:0 (Damen)
  - Leipzig: D. – DDR 5:3 (Herren)

## Geboren

### Januar

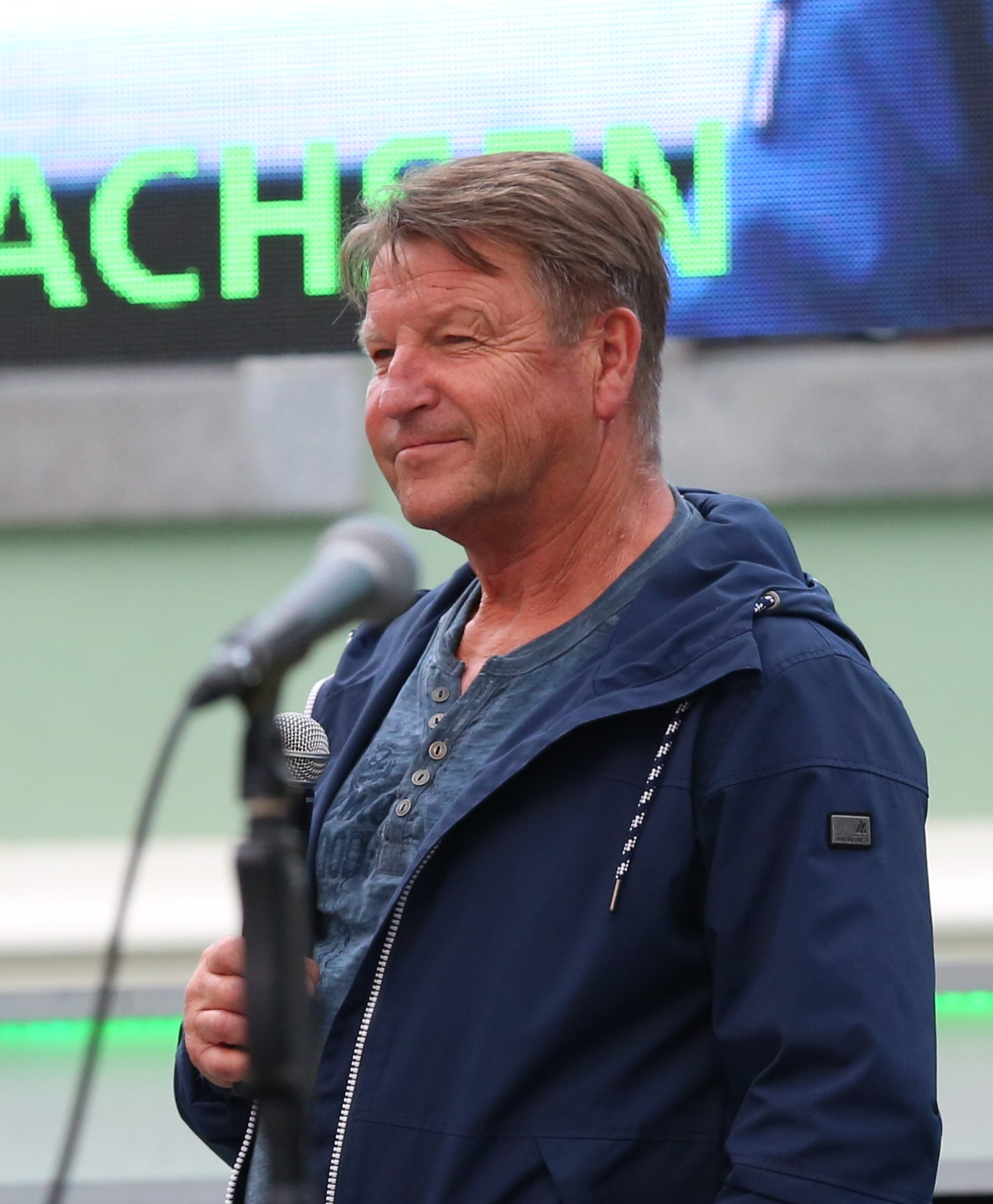
Hans-Jürgen Dörner

- 01. Januar: Hans-Joachim Stuck, deutscher Automobilrennfahrer
- 04. Januar: Barbara Ann Cochran, US-amerikanische Skirennläuferin
- 07. Januar: Massimo Sigala, italienischer Automobilrennfahrer
- 10. Januar: Peer Maas, niederländischer Radsportler
- 12. Januar: Drew Pearson, US-amerikanischer American-Football-Spieler
- 14. Januar: Fița Lovin, rumänische Leichtathletin
- 16. Januar: Sławomir Maciejowski, polnischer Ruderer († 2023)
- 17. Januar: Juri Saizew, sowjetisch-russischer Gewichtheber und Olympiasieger 1976 († 2022)
- 18. Januar: Renato Zaccarelli, italienischer Fußballspieler und -trainer
- 19. Januar: Peter Pander, deutscher Fußball-Funktionär
- 22. Januar: Ondrej Nepela, slowakischer Eiskunstläufer und Eiskunstlauftrainer († 1989)
- 22. Januar: Marlena Zagoni, rumänische Ruderin († 2025)
- 25. Januar: Hans-Jürgen Dörner, deutscher Fußballtrainer und -spieler (DDR) († 2022)
- 26. Januar: Jarmila Kratochvílová, tschechische Leichtathletin
- 27. Januar: Anders Dahl-Nielsen, dänischer Handballspieler, -trainer und -funktionär
- 31. Januar: Wiebke Hendriksen, deutsche Tischtennisspielerin

### Februar
- 10. Februar: Alexander Filippow, russischer Eishockeyspieler
- 14. Februar: Boško Abramović, serbischer Schachspieler († 2021)
- 14. Februar: Kevin Keegan, englischer Fußballspieler
- 15. Februar: Markku Alén, finnischer Rallyefahrer
- 21. Februar: Wolfgang Frank, deutscher Fußballspieler und -trainer († 2013)
- 23. Februar: Eddie Dibbs, US-amerikanischer Tennisspieler
- 23. Februar: Ed Jones, US-amerikanischer American-Football-Spieler
- 25. Februar: Giampiero Marini, italienischer Fußballspieler
- 25. Februar: Donald Quarrie, jamaikanischer Sprinter und Olympiasieger
- 28. Februar: Gustav Thöni, Südtiroler Skifahrer

### März

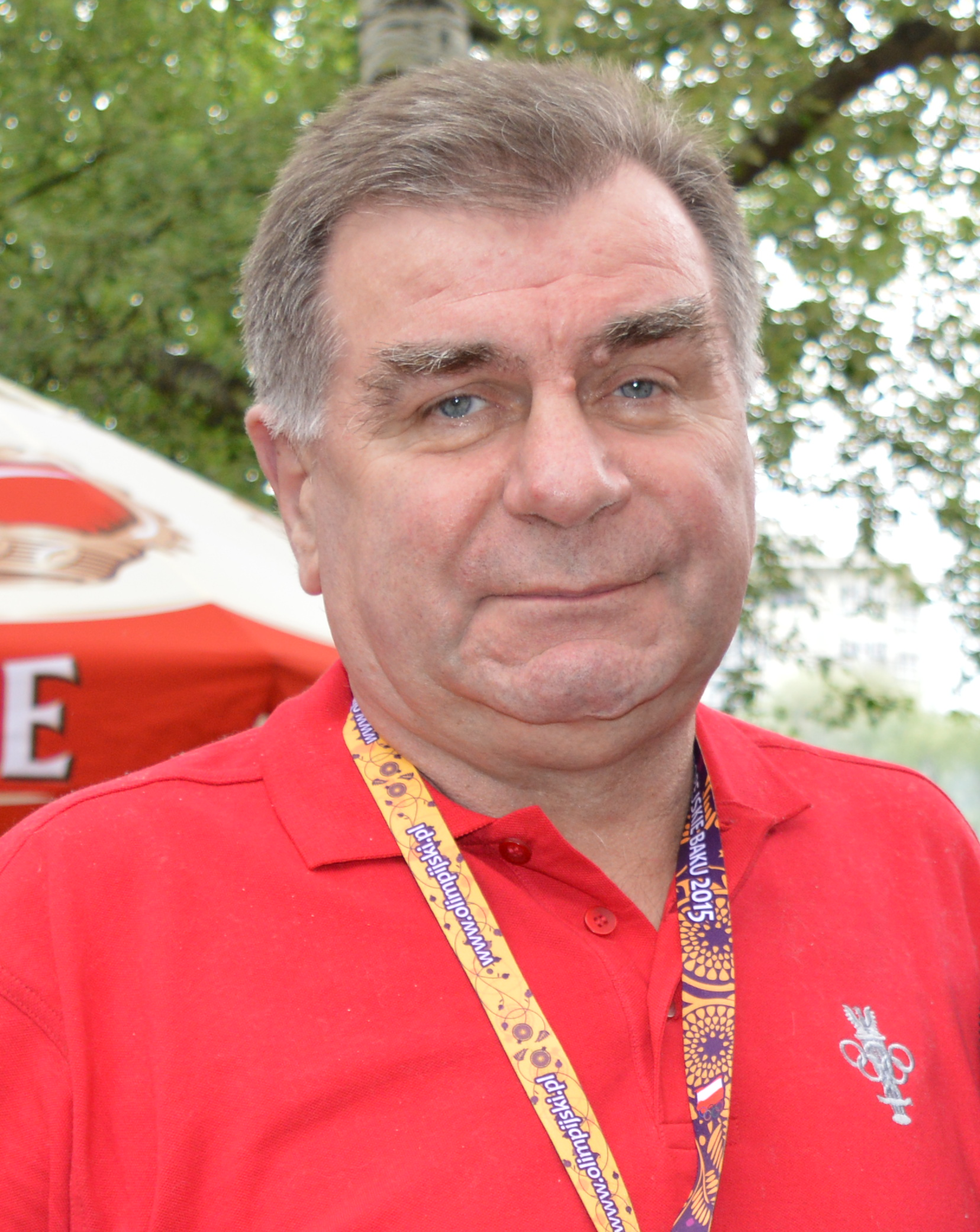
Jan Gmyrek

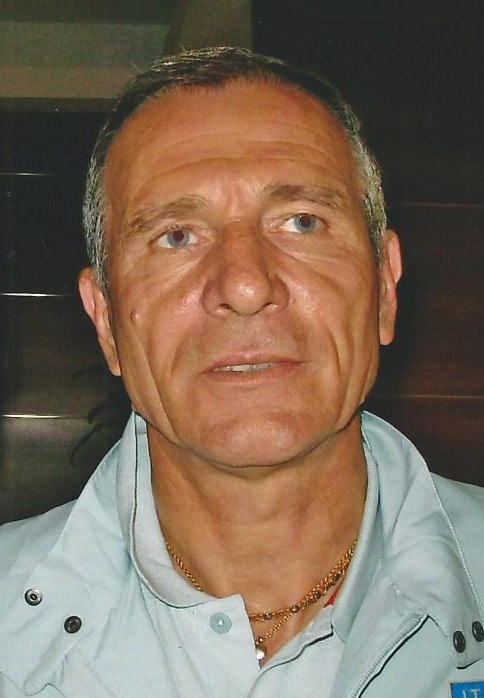
Ivano Bordon

- 02. März: Jan Gmyrek, polnischer Handballspieler
- 03. März: Hartmuth Behrens, deutscher Florettfechter
- 06. März: Wolfgang Hanisch, deutscher Leichtathlet
- 06. März: Gerrie Knetemann, niederländischer Radrennfahrer († 2004)
- 07. März: Eduard Rapp, sowjetischer Bahnradsportler und zweifacher Weltmeister russlanddeutscher Herkunft
- 10. März: Jacques Rousseau, französischer Leichtathlet († 2024)
- 13. März: Gunter Arnold, deutscher Sprinter
- 16. März: Joe DeLamielleure, US-amerikanischer American-Football-Spieler
- 19. März: Carl Barzilauskas, US-amerikanischer American-Football-Spieler
- 19. März: Christine Laser, deutsche Leichtathletin
- 25. März: Claus Andersen, dänischer Badmintonspieler
- 26. März: Costică Ștefănescu, rumänischer Fußballspieler und -trainer († 2013)
- 26. März: Reinhard Willi, deutscher Fußballspieler
- 28. März: Alain Acart, französischer Kanute († 2023)
- 29. März: Hardy Åström, schwedischer Eishockeytorwart
- 30. März: Barbara Britch, US-amerikanische Skilangläuferin
- 30. März: Anton Tkáč, tschechoslowakischer Radrennfahrer († 2022)

### April
- 01. April: Rolf Biland, Schweizer Motorradrennfahrer
- 05. April: Theo Smit, niederländischer Radrennfahrer († 2023)
- 10. April: Kork Ballington, südafrikanischer Motorradrennfahrer
- 11. April: Bernd Kaiser, deutscher Ruderer
- 12. April: Ray Mallock, britischer Automobilrennfahrer und Rennstallbesitzer
- 13. April: Ivano Bordon, italienischer Fußballspieler
- 13. April: Semjon Rosin, belarussischer Badmintonspieler
- 13. April: Joachim Streich, deutscher Fußballspieler († 2022)
- 15. April: Beatrix Schuba, österreichische Eiskunstläuferin
- 16. April: Takazumi Katayama, japanischer Motorradrennfahrer
- 17. April: Horst Hrubesch, deutscher Fußballspieler und -trainer
- 21. April: Jan Huisjes, niederländischer Radsportler
- 24. April: André Lara Resende, brasilianischer Bankier und Automobilrennfahrer
- 26. April: Yu Zaiqing, chinesischer Politiker und Sportfunktionär
- 29. April: Dale Earnhardt, US-amerikanischer NASCAR-Fahrer († 2001)
- 30. April: Danuta Rosani, polnische Leichtathletin

### Mai

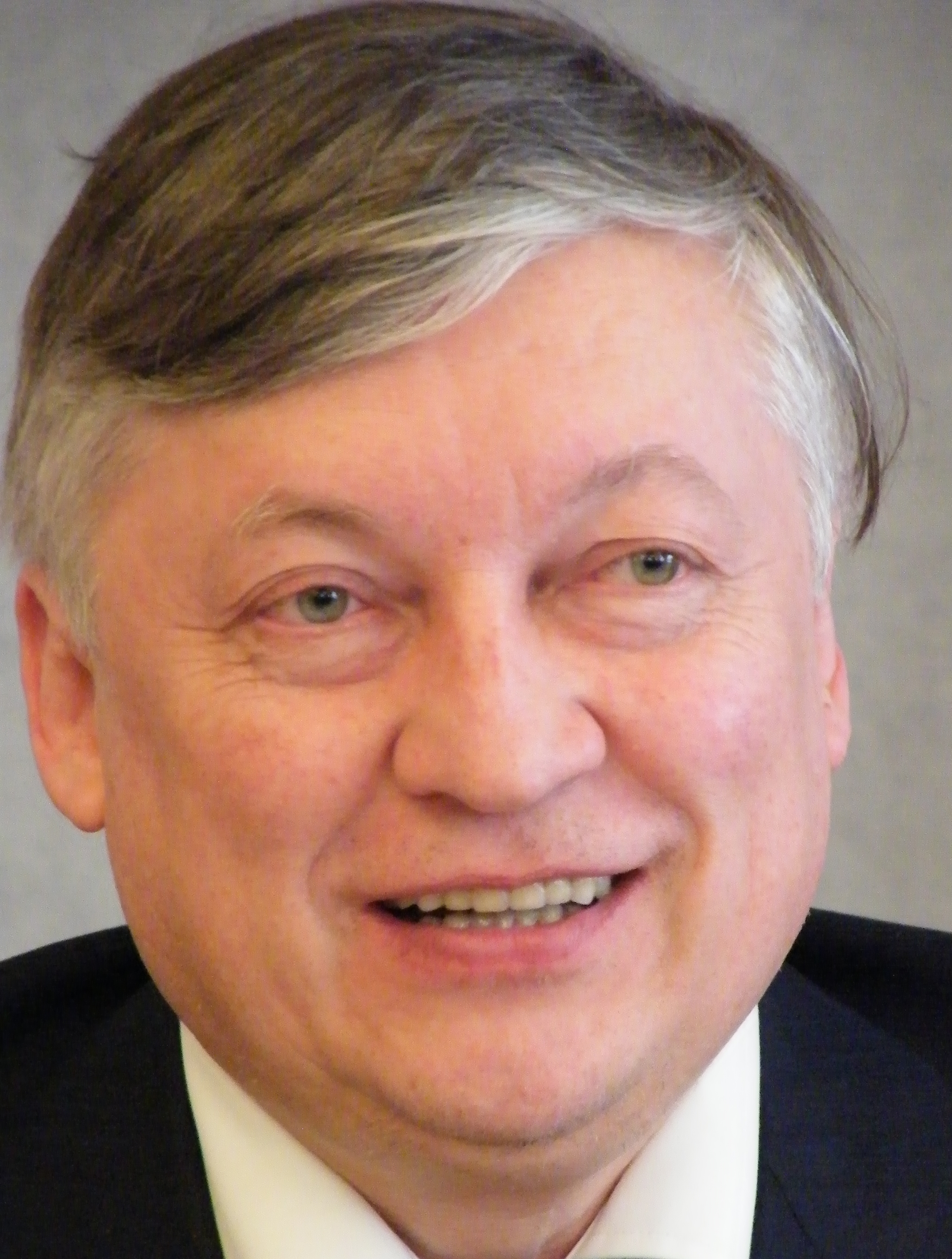
Anatoli Karpow

- 01. Mai: Jurij Lebedew, russisch-sowjetischer Eishockeyspieler
- 01. Mai: Dieter Schubert, deutscher Fußballspieler
- 02. Mai: Dmitrij Stukalow, sowjetisch-russischer Hürdenläufer
- 04. Mai: Heinz Wirthensohn, Schweizer Schachspieler
- 05. Mai: Nick Bebout, US-amerikanischer American-Football-Spieler
- 12. Mai: Vic Stanfield, kanadischer Eishockeyspieler
- 18. Mai: Angela Voigt, deutsche Leichtathletin († 2013)
- 19. Mai: Karl Brunner, italienischer Rennrodler
- 19. Mai: Dianne Holum, US-amerikanische Eisschnellläuferin
- 22. Mai: Wolf-Dieter Poschmann, deutscher Sportmoderator († 2021)
- 23. Mai: Anatoli Karpow, russischer Schachspieler und Weltmeister
- 23. Mai: Alexander Woronin, sowjetisch-russischer Gewichtheber und Olympiasieger 1976 († 1992)
- 24. Mai: Kent-Erik Andersson, schwedischer Eishockeyspieler
- 27. Mai: Thomas Börner, deutscher Fußballspieler
- 31. Mai: Karl-Hans Riehm, deutscher Leichtathlet

### Juni
- 03. Juni: Alexander Bodunow, russischer Eishockeyspieler und -trainer († 2017)
- 04. Juni: Bronisław Malinowski, polnischer Leichtathlet, Olympiasieger († 1981)
- 06. Juni: Noritake Takahara, japanischer Automobilrennfahrer
- 08. Juni: Franz Konrad, österreichisch-deutscher Automobilrennfahrer
- 09. Juni: Ismail Abilow, bulgarischer Ringer
- 10. Juni: Burglinde Pollak, deutsche Leichtathletin
- 14. Juni: Nikolai Poljakow, sowjetischer Segelsportler
- 16. Juni: Armin Emrich, deutscher Handballspieler und -trainer
- 19. Juni: Francesco Moser, italienischer Radrennfahrer
- 21. Juni: Marcel Tarrès, französischer Automobilrennfahrer
- 23. Juni: Michèle Mouton, französische Rallyefahrerin
- 24. Juni: Raelene Boyle, australische Leichtathletin
- 24. Juni: Ivar Formo, norwegischer Skilangläufer und Olympiasieger († 2006)
- 27. Juni: Andy Evans, US-amerikanischer Automobilrennfahrer
- 27. Juni: Ulf Andersson, schwedischer Schachspieler
- 29. Juni: Peter Rost, deutscher Handballspieler, -trainer und -funktionär

### Juli

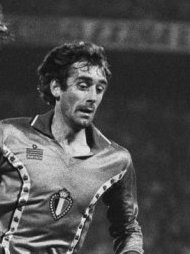
Walter Meeuws

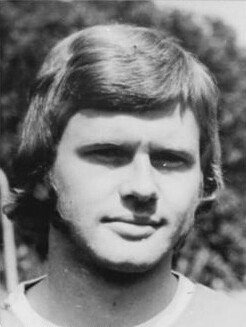
Konrad Weise

- 01. Juli: Imre Gedővári, ungarischer Fechter († 2014)
- 02. Juli: Wiesław Gawlikowski, polnischer Sportschütze
- 05. Juli: Gilbert Van Binst, belgischer Fußballspieler und -trainer
- 11. Juli: Wjatscheslaw Anissin, russischer Eishockeyspieler
- 11. Juli: Walter Meeuws, belgischer Fußballspieler und -trainer
- 15. Juli: Ernest Charles Arnason, kanadischer Eishockeyspieler
- 15. Juli: Rick Kehoe, kanadischer Eishockeyspieler und -trainer
- 20. Juli: Björn Andersson, schwedischer Fußballspieler
- 20. Juli: Larry Black, US-amerikanischer Leichtathlet und Olympiasieger († 2006)
- 21. Juli: Eberhard Gienger, deutscher Geräteturner und Politiker
- 26. Juli: Günter Dreibrodt, deutscher Handballspieler
- 26. Juli: Karl-Heinz Zwiebler, deutscher Badmintonspieler
- 29. Juli: Mariana Suman, rumänische Sprinterin und Mittelstreckenläuferin
- 31. Juli: Evonne Goolagong, australische Tennisspielerin

### August
- 01. August: Guy Martinolle, französischer Automobilrennfahrer
- 02. August: Uli Schaus, deutscher Handballtorwart
- 03. August: Paolo Bertolucci, italienischer Tennisspieler
- 05. August: Franz-Peter Hofmeister, deutscher Leichtathlet
- 06. August: František Kaberle senior, tschechoslowakischer Eishockeyspieler
- 12. August: Klaus Toppmöller, deutscher Fußballspieler und -trainer
- 15. August: Angelika Brandt, deutsche Marathonläuferin
- 16. August: Mats Aronsson, schwedischer Fußballspieler
- 17. August: Konrad Weise, deutscher Fußballspieler
- 20. August: Monika Schmidt, deutsche Fußballspielerin
- 21. August: Bernhard Germeshausen, deutscher Bobpilot († 2022)
- 24. August: Rainer Gebauer, deutscher Fußballspieler
- 28. August: Dieter Bast, deutscher Fußballspieler

### September

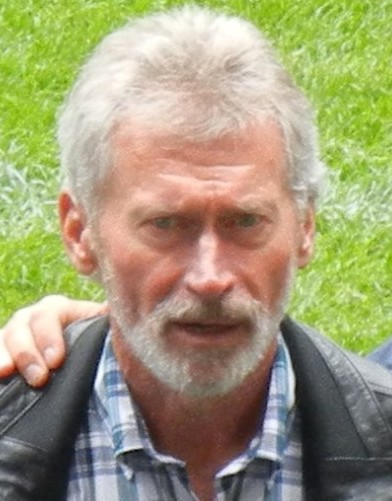
Paul Breitner

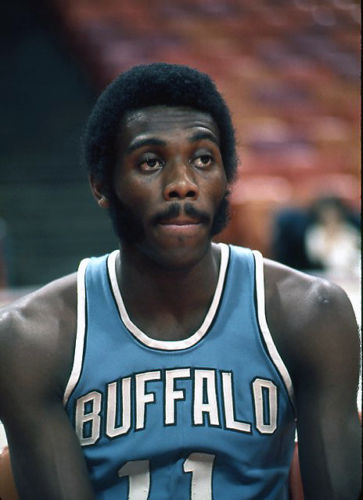
Bob McAdoo

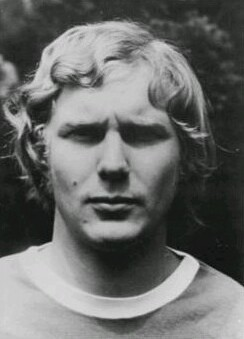
Gerd Kische

- 05. September: Paul Breitner, deutscher Fußballspieler
- 06. September: Zoltán Ribli, ungarischer Schachspieler
- 11. September: Miroslav Dvořák, tschechoslowakischer Eishockeyspieler († 2008)
- 15. September: Anna Cambiaghi, italienische Automobilrennfahrerin
- 15. September: Pete Carroll, US-amerikanischer American-Football-Spieler und -Trainer
- 15. September: Johan Neeskens, niederländischer Fußballspieler († 2024)
- 16. September: Andy Irvine, schottischer Rugbyspieler
- 18. September: Marc Surer, Schweizer Automobilrennfahrer
- 19. September: Marianne Adam, deutsche Leichtathletin
- 20. September: Guy Lafleur, kanadischer Eishockeyspieler († 2022)
- 21. September: Bruce Arena, US-amerikanischer Fußballtrainer
- 23. September: Hans-Jürgen Zimmer, deutscher Fußballspieler
- 25. September: Firmin Abissi, beninischer Boxer
- 25. September: Bob McAdoo, US-amerikanischer Basketballspieler
- 26. September: Dave Casper, US-amerikanischer American-Football-Spieler
- 27. September: Péter Baczakó, ungarischer Gewichtheber und Olympiasieger († 2008)
- 29. September: Maureen Caird, australische Leichtathletin und Olympiasiegerin

### Oktober
- 03. Oktober: Hans Bongartz, deutscher Fußballspieler und -trainer
- 06. Oktober: Claude Cahuzac, französischer Fußballspieler († 2012)
- 06. Oktober: Manfred Winkelhock, deutscher Automobilrennfahrer († 1985)
- 08. Oktober: Timo Salonen, finnischer Rallyefahrer
- 15. Oktober: Roscoe Tanner, US-amerikanischer Tennisspieler
- 15. Oktober: Rafael Vaganian, armenischer Schachspieler
- 18. Oktober: Hans-Georg Jaunich, deutscher Handballspieler
- 20. Oktober: Claudio Ranieri, italienischer Fußballspieler und -trainer
- 23. Oktober: Gerd Kische, deutscher Fußballspieler
- 23. Oktober: Ingo Peter, deutscher Fußballtrainer
- 23. Oktober: Wjatscheslaw Tschanow, sowjetisch-russischer Fußballtorwart und Torwarttrainer
- 25. Oktober: Joël Ahache, französischer Fußballspieler
- 25. Oktober: Hans-Georg Aschenbach, deutscher Skispringer
- 25. Oktober: Wladimir Nikolajewitsch Lowezki, sowjetischer Sprinter
- 29. Oktober: Peter Höhne, deutscher Handballtrainer und Handballtorwart
- 29. Oktober: Tiff Needell, britischer Automobilrennfahrer und Journalist
- 31. Oktober: Volker-Michael Anton, deutscher Fernschachspieler

### November

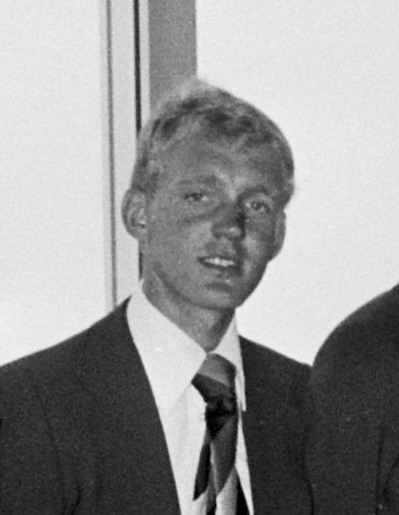
Alfons van Katwijk

- 04. November: Carlo Fugazza, italienischer Karate-Meister
- 04. November: Eugenio Torre, philippinischer Schachspieler
- 05. November: Wladimir Kischkun, sowjetisch-russischer Stabhochspringer
- 09. November: Alexander Below, sowjetisch-russischer Basketballspieler († 1978)
- 10. Dezember: Craig Siebert, US-amerikanischer Automobilrennfahrer († 1991)
- 10. November: Alexander Winogradow, sowjetisch-russischer Kanute und Olympiasieger von 1976
- 11. November: Gary Mills, englischer Fußballspieler und -trainer
- 15. November: Mike Mentzer, US-amerikanischer Bodybuilder († 2001)
- 15. November: Victor Zvunka, französischer Fußballspieler und -trainer
- 18. November: Bernd Jäger, deutscher Gerätturner
- 20. November: Alexej Spiridonow, sowjetisch-russischer Hammerwerfer († 1998)
- 22. November: Bernd Herrmann, deutscher Leichtathlet
- 22. November: Lydyja Semenowa, ukrainische Schachspielerin († 2025)
- 28. November: Bobby Chacon, US-amerikanischer Boxer († 2016)
- 30. November: Peter Reichel, deutscher Fußballspieler

### Dezember
- 01. Dezember: Alfons van Katwijk, niederländischer Radsportler
- 02. Dezember: Harald Bleckert, deutscher Fußballspieler
- 09. Dezember: Dominique Dropsy, französischer Fußballspieler († 2015)
- 10. Dezember: Eduard Angele, deutscher Fußballspieler
- 11. Dezember: Jacques Anouma, ivorischer Fußballfunktionär
- 12. Dezember: Anatolij Aljabjew, russischer Biathlet
- 12. Dezember: Gregory S. Lee, US-amerikanischer Basketball- und Beachvolleyballspieler († 2022)
- 14. Dezember: Wolfgang Hagemann, deutscher Fußballspieler
- 14. Dezember: Jan Timman, niederländischer Schachspieler
- 15. Dezember: Viktor Eglitis, deutscher Fußballspieler
- 17. Dezember: Tatjana Kasankina, russische Leichtathletin und Olympiasiegerin
- 18. Dezember: Wladimir Jumin, sowjetisch-russischer Ringer († 2016)
- 19. Dezember: Anette Rückes, deutsche Leichtathletin
- 20. Dezember: Andreas Wachter, deutscher Fußballspieler
- 25. Dezember: Herluf Andersen, dänischer Bogenschütze
- 30. Dezember: Neil Cusack, irischer Langstreckenläufer
- 31. Dezember: Kenny Roberts sr., US-amerikanischer Motorradrennfahrer

### Tag unbekannt
- Eberhard Schimbor, deutscher Radsportler

## Gestorben

### Januar

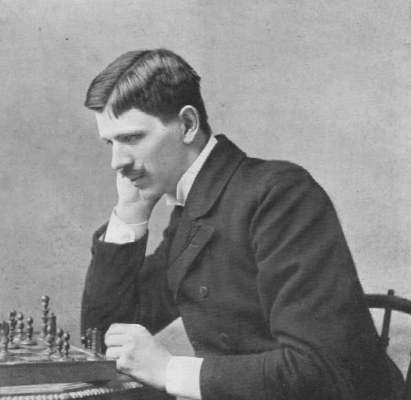
Géza Maróczy

- 03. Januar: Antoine Doyen, belgischer Geher (* 1881)
- 05. Januar: William Seiling, US-amerikanischer Tauzieher (* 1864)
- 06. Januar: Herbert Smith, englischer Fußballspieler und -funktionär (* 1877)
- 07. Januar: Albert Heisé, französischer Leichtathlet (* 1899)
- 08. Januar: Hamilton Jukes, britischer Eishockeyspieler (* 1895)
- 10. Januar: Riccardo Divora, italienischer Ruderer (* 1908)
- 12. Januar: Gustaf Boivie, schwedischer Sportschütze (* 1864)
- 14. Januar: Fritz Balogh, deutscher Fußballspieler (* 1920)
- 15. Januar: Nikolai Vekšin, russischer, estnischer bzw. sowjetischer Segler (* 1887)
- 15. Januar: Erwin Voellmy, Schweizer Schachspieler und Mathematiker (* 1886)
- 16. Januar: Edith Hannam, englische Tennisspielerin (* 1878)
- 22. Januar: Harald Bohr, dänischer Fußballspieler und Mathematiker (* 1887)
- 22. Januar: Lawson Robertson, US-amerikanischer Leichtathlet und Trainer (* 1883)
- 24. Januar: Abelardo Olivier, italienischer Fechter (* 1877)
- 26. Januar: Henri Bard, französischer Fußballspieler (* 1892)
- 30. Januar: Louis Albert, französischer Skispringer (* 1898)

### Februar
- 05. Februar: Charles Bollet, französischer Turner (* 1874)
- 09. Februar: Neville Bulwer-Lytton, britischer Tennis-, Cricket- und Jeu-de-Paume-Spieler (* 1879)
- 10. Februar: Édouard Écuyer de le Court, belgischer Moderner Fünfkämpfer (* 1901)
- 12. Februar: Claës-Axel Wersäll, schwedischer Turner (* 1888)
- 19. Februar: Hugo Sällström, schwedischer Segler (* 1870)
- 22. Februar: Alfred Lindley, US-amerikanischer Ruderer (* 1904)
- 24. Februar: Charles Forsyth, britischer Schwimmer und Wasserballspieler (* 1885)
- 28. Februar: Henry Taylor, britischer Schwimmer (* 1885)

### März
- 03. März: Stefan Rasmussen, dänischer Fußballspieler (* 1880)
- 05. März: Petro Sakoworot, ukrainischer Fechter (* 1871)
- 06. März: Philip Daubenspeck, US-amerikanischer Wasserballspieler (* 1905)
- 10. März: Fritz Danild, dänischer Langstreckenläufer (* 1893)
- 10. März: Jussi Kurikkala, finnischer Skilangläufer und Leichtathlet (* 1912)
- 20. März:  Marcus Dinwiddie, US-amerikanischer Sportschütze (* 1906)
- 25. März: Zoltán Mechlovits, ungarischer Tischtennisspieler (* 1891)
- 26. März: Klas Lundström, schwedischer Langstreckenläufer (* 1889)
- 27. März: Simon Julen, Schweizer Skilangläufer (* 1897)

### April
- 06. April: Charles Sydney Smith, britischer Wasserballspieler (* 1879)
- 07. April: Daniel McDonald Lowey, britischer Tauzieher (* 1878)
- 17. April: Renato Magi, italienischer Motorradrennfahrer (* 1913)
- 18. April: Tom Nicolson, britischer Hammerwerfer und Kugelstoßer (* 1879)
- 26. April: Otto Bäurle, deutscher Leichtathlet (* 1887)
- 27. April: Hendrikus van Bussel, niederländischer Bogenschütze (* 1868)
- 27. April: Oscar Van Den Bossche, belgischer Ruderer (* 1888)
- 28. April: Victor Lindberg, neuseeländischer Wasserballspieler (* 1875)
- 29. April: Gerald Logan, englischer Hockeyspieler (* 1879)

### Mai
- 06. Mai: Raffaele Alberti, italienischer Motorradrennfahrer (* 1907)
- 06. Mai: Guido Leoni, italienischer Motorradrennfahrer (* 1915)
- 06. Mai: Doug Stupart, südafrikanischer Leichtathlet (* 1882)
- 09. Mai: Leo Bosschart, niederländischer Fußballspieler (* 1888)
- 17. Mai: Harry Kerr, neuseeländischer Geher (* 1879)
- 22. Mai: Roland Jacobi, ungarischer Tischtennisspieler (* 1893)
- 29. Mai: Géza Maróczy, ungarischer Schachspieler (* 1870)

### Juni
- 01. Juni: Queenie Judd, britische Turnerin (* 1886)
- 04. Juni: Lauritz Wigand-Larsen, norwegischer Turner (* 1895)
- 15. Juni: Tilemachos Karakalos, griechischer Fechter (* 1866)
- 21. Juni: Gustave Sandras, französischer Turner (* 1872)
- 23. Juni: Victor Johnson, britischer Radrennfahrer, Olympiasieger und Weltmeister (* 1883)
- 24. Juni: Orien Vernon, US-amerikanischer Tennisspieler (* 1874)
- 27. Juni: John Martin, britischer Sportschütze (* 1868)
- 30. Juni: Yrjö Saarela, finnischer Ringer (* 1884)

### Juli
- 01. Juli: Poul Sørensen, dänischer Radrennfahrer (* 1906)
- 02. Juli: Beatrice Hill-Lowe, britische Bogenschützin (* 1868)
- 02. Juli: Charles MacLeod-Robertson, britischer Segler (* 1870)
- 07. Juli: Camillo Pavanello, italienischer Turner (* 1879)
- 08. Juli: Willy Gervin, dänischer Bahnradsportler (* 1903)
- 14. Juli: Dario Ambrosini, italienischer Motorradrennfahrer (* 1918)
- 14. Juli: Sidney Merlin, britischer Sportschütze (* 1856)
- 26. Juli: Otto Furrer, Schweizer Skisportler und Bergsteiger (* 1903)
- 27. Juli: Joe Cunningham, US-amerikanischer Tennisspieler (* 1867)
- 29. Juli: Walt Brown, US-amerikanischer Automobilrennfahrer (* 1911)
- 29. Juli: Cecil Green, US-amerikanischer Automobilrennfahrer (* 1919)

### August
- 01. August: Karel Heijting, niederländischer Fußballspieler (* 1883)
- 02. August: John Paine, US-amerikanischer Sportschütze (* 1870)
- 06. August: François Walker, französischer Turner (* 1888)
- 15. August: Gianni Leoni, italienischer Motorradrennfahrer (* 1915)
- 15. August: Sante Geminiani, italienischer Motorradrennfahrer (* 1919)
- 18. August: Eduardo Flaquer, spanischer Tennisspieler (* 1894)
- 22. August: Harry Blackstaffe, englischer Ruderer (* 1868)
- 27. August: Ernest Loney, britischer Mittelstrecken- und Crossläufer (* 1882)
- 30. August: Samuel Sharman, US-amerikanischer Sportschütze (* 1879)

### September
- 06. September: Karl Slevogt, deutscher Konstrukteur, Automobilpionier und -rennfahrer (* 1876)
- 10. September: Hugo Peitsch, deutscher Kunstturner (* 1878)
- 11. September: Fernand Canelle, französischer Fußballspieler (* 1882)
- 13. September: Roelof van Lennep, niederländischer Tennisspieler (* 1876)
- 15. September: Hans Rønne, dänischer Turner (* 1887)

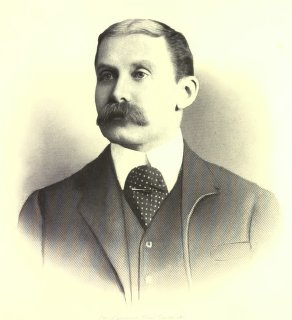
Montagu Allan

- 26. September: Montagu Allan, kanadischer Bankier, Schiffseigner und Sportförderer (* 1860)
- 28. September: Carl Albert Andersen, norwegischer Leichtathlet und Turner (* 1876)
- 30. September: Gerald Mason, britischer Lacrossespieler (* 1877)

### Oktober
- 01. Oktober: Otto Wurzburg, Komponist von Schachproblemen (* 1875)
- 05. Oktober: Alfredo Accorsi, italienischer Turner (* 1881)
- 06. Oktober: Gunnar Lindström, schwedischer Leichtathlet (* 1896)
- 06. Oktober: Walter Wadsworth, englischer Fußballspieler (* 1890)
- 07. Oktober: Jean Cariou, französischer Vielseitigkeits- und Springreiter (* 1870)
- 07. Oktober: Hans Tronner, österreichischer Leichtathlet (* 1883)
- 08. Oktober: Louis Auguste-Dormeuil, französischer Segler (* 1868)
- 10. Oktober: Axel Sjöblom, schwedischer Turner (* 1882)
- 11. Oktober: Giovanni Scatturin, italienischer Ruderer (* 1893)
- 17. Oktober: Elsa Wallenberg, schwedische Tennisspielerin (* 1877)
- 22. Oktober: Émile Boitelle, französischer Turner (* 1898)
- 22. Oktober: Ede Virágh-Ebner, ungarisch-US-amerikanischer Ringer und Wrestler (* 1912)
- 26. Oktober: Herbert Lindström, schwedischer Tauzieher (* 1886)
- 29. Oktober: Jimmy Tremeer, britischer Leichtathlet (* 1874)

### November
- 04. November: Ernesto Ambrosini, italienischer Leichtathlet (* 1894)
- 05. November: Reggie Walker, südafrikanischer Leichtathlet und Olympiasieger (* 1889)
- 06. November: Pierre Braine, belgischer Fußballspieler (* 1900)
- 06. November: Tom Kiely, irischer Leichtathlet (* 1869)
- 07. November: Frederick McEvoy, australischer Bob- und Automobilrennfahrer (* 1907)
- 10. November: John Joseph Buerger, US-amerikanischer Ruderer (* 1870)
- 10. November: Walter Riggs, britischer Segler (* 1877)
- 11. November: Mack Hellings, US-amerikanischer Automobilrennfahrer (* 1917)
- 12. November: Harry Adams, US-amerikanischer Sportschütze (* 1873)
- 15. November: René Bonneau, französischer Automobilrennfahrer (* 1898)
- 15. November: John Halstead, US-amerikanischer Mittelstreckenläufer (* 1886)
- 17. November: Edward Jones, britischer Lacrossespieler (* 1881)
- 19. November: Charles Buchwald, dänischer Fußballspieler (* 1880)
- 20. November: Gustavo Huet, mexikanischer Sportschütze (* 1912)
- 20. November: Adolf Spinnler, Schweizer Turner (* 1879)
- 22. November: Parmo Ferslew, dänischer Fußballspieler (* 1883)
- 25. November: Harry Liversedge, US-amerikanischer Leichtathlet (* 1894)
- 29. November: August Erker, US-amerikanischer Ruderer (* 1879)
- 30. November: Josef Adolf, tschechoslowakischer Skisportler (* 1898)
- 30. November: Harold Kitson, südafrikanischer Tennisspieler (* 1874)
- 30. November: Leonard Lagerlöf, schwedischer Sportschütze (* 1870)

### Dezember
- 06. Dezember: André Gobert, französischer Tennisspieler (* 1890)
- 08. Dezember: George Hester, kanadischer Leichtathlet (* 1902)
- 09. Dezember: Luis Heyden, deutsch-US-amerikanischer Tennisspieler (* 1893)
- 12. Dezember: Tim Melvill, britischer Polospieler (* 1877)
- 19. Dezember: Henri de Saint Germain, französischer Säbelfechter (* 1878)
- 19. Dezember: Albert Sprott, US-amerikanischer Leichtathlet (* 1897)
- 21. Dezember: Ernie Collett, kanadischer Eishockeyspieler (* 1895)
- 25. Dezember: Filip Ericsson, schwedischer Segler (* 1882)
- 28. Dezember: Jarl Jakobsson, finnischer Speerwerfer und Weitspringer (* 1880)
- 28. Dezember: Nils Opdahl, norwegischer Turner (* 1882)

### Tag unbekannt
- Josef Kaltenbrunner, österreichischer Fußballtorhüter (* 1888)
- Garfield MacDonald, kanadischer Leichtathlet (* 1881)
- Rémy Orban, belgischer Ruderer (* 1880)
- Polydore Veirman, belgischer Ruderer (* 1881)
- Basil Williams, britischer Eiskunstläufer (* 1891)